# Бурел
Бурел (алб. Burreli) је град у Албанији у округу Дибер. Према процени из 2003. у граду је живело 15.539 становника. За време Народне Републике Албаније у граду се налазио познати затвор за криминалце и политичке затворенике, који је 1991. године затворен и претворен у музеј. У истом затвору су у доба владавине Енвера Хоџе, злостављани многи Срби из Албаније, који су одбијали насилну асимилацију. Најпознатији међу њима био је Каплан Буровић.
Недалеко од Бурела, у селу Рибе, налази се Жута кућа, коју је Карла дел Понте означила као место где су отетим Србима и неалбанцима вађени органи.